# Xylopia surinamensis
Xylopia surinamensis este o specie de plante angiosperme din genul Xylopia, familia Annonaceae, descrisă de Robert Elias Fries. Conform Catalogue of Life specia Xylopia surinamensis nu are subspecii cunoscute.